# Neoclypeodytes luctuosus
Neoclypeodytes luctuosus är en skalbaggsart som först beskrevs av Guignot 1949.  Neoclypeodytes luctuosus ingår i släktet Neoclypeodytes och familjen dykare. Inga underarter finns listade i Catalogue of Life.